# Ming (vongola)

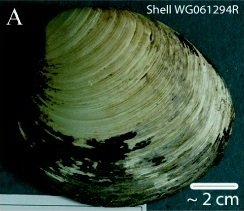
Valva sinistra della conchiglia della vongola Ming

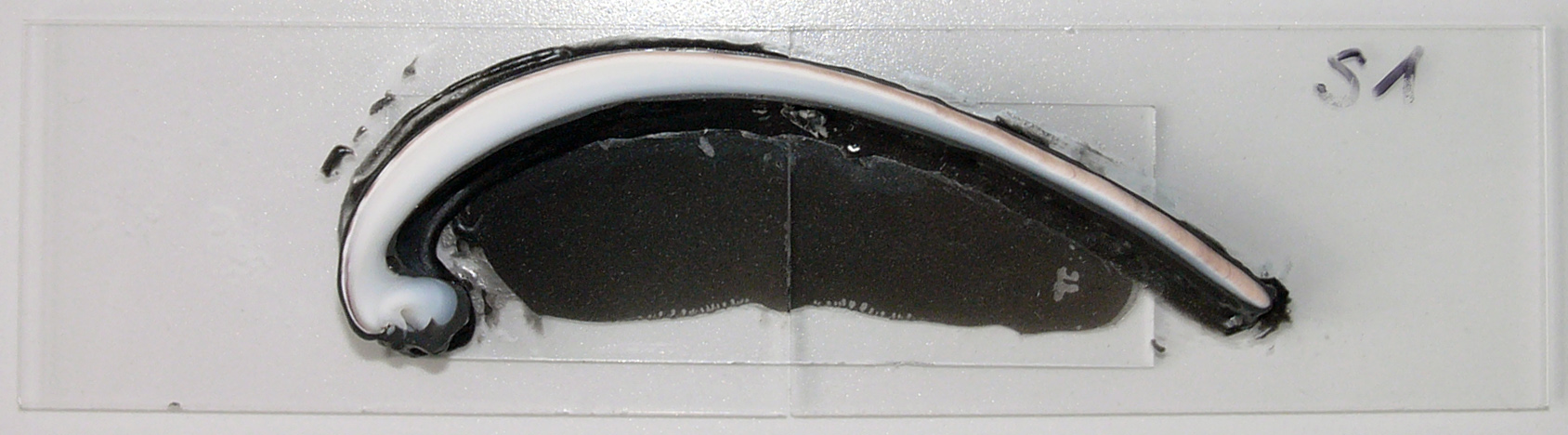
Sezione trasversale

Ming (1498/1499 circa-2006), noto anche come Hafrún, è stato un esemplare di vongola artica (Arctica islandica (Linnaeus, 1767)) pescato sulle coste dell'isola Grímsey, Islanda, nell'estate del 2006. La sua età fu calcolata con la sclerocronologia in 507 anni; ciò lo rendeva l'individuo animale (non coloniale) più longevo mai scoperto. Il nome Ming gli fu attribuito dai giornalisti del The Sunday Times in ricordo della dinastia Ming che regnava in Cina all'epoca della sua nascita, mentre Hafrún (in italiano: il mistero dell'oceano) gli fu dato dai ricercatori islandesi che la trovarono, unendo le parole "haf" (oceano) con "rún" (mistero).
L'età, originariamente calcolata il 28 ottobre 2007 in 405 anni, fu rideterminata nel novembre del 2013 stabilendo che l'animale era ancora più vecchio (507 anni) al momento della morte, avvenuta quando gli studiosi della Bangor University l'hanno congelato dopo la pesca. La stima dell'età rivista è anche supportata dal metodo del carbonio-14, con un massimo di errore di 1-2 anni. La dimensione della vongola era di 87 mm lunghezza e 73 mm altezza. Il sesso effettivo della vongola è sconosciuto, dato che il suo stato riproduttivo è stato registrato come "esaurito". Vista la sua longevità è inserita nel Guinness dei primati come il mollusco più antico.